# Šlotava
Šlotava (německy Schlotawa) je část obce Budiměřice v okrese Nymburk ve Středočeském kraji. V místní části je evidováno 57 adres a trvale hlášeno je zde 131 obyvatel.

## Historie
První písemná zmínka o vesnici pochází z roku 1654.

## Obyvatelstvo
| Rok            | 1869 | 1880 | 1890 | 1900 | 1910 | 1921 | 1930 | 1950 | 1961 | 1970 | 1980 | 1991 | 2001 | 2011 | 2021 |
| -------------- | ---- | ---- | ---- | ---- | ---- | ---- | ---- | ---- | ---- | ---- | ---- | ---- | ---- | ---- | ---- |
| Počet obyvatel | 140  | 146  | 217  | 271  | 293  | 281  | 242  | 174  | 0    | 152  | 162  | 121  | 131  | 115  | 114  |
| Počet domů     | 20   | 21   | 26   | 31   | 40   | 47   | 47   | 48   | 0    | 44   | 44   | 53   | 55   | 56   | 55   |

## Obecní správa
Při sčítání lidu v letech 1850–1920 Šlotava byla osadou obce Budiměřice v okrese Poděbrady. V letech 1921–1959 byla samostatnou obcí, se kterým patřila nejprve do okresu Poděbrady, ale od roku 1950 v okrese Nymburk. V následujícím období byla vesnice úředně zrušena a jako část obce Budiměřice byla obnovena 1. ledna 1980.

## Galerie

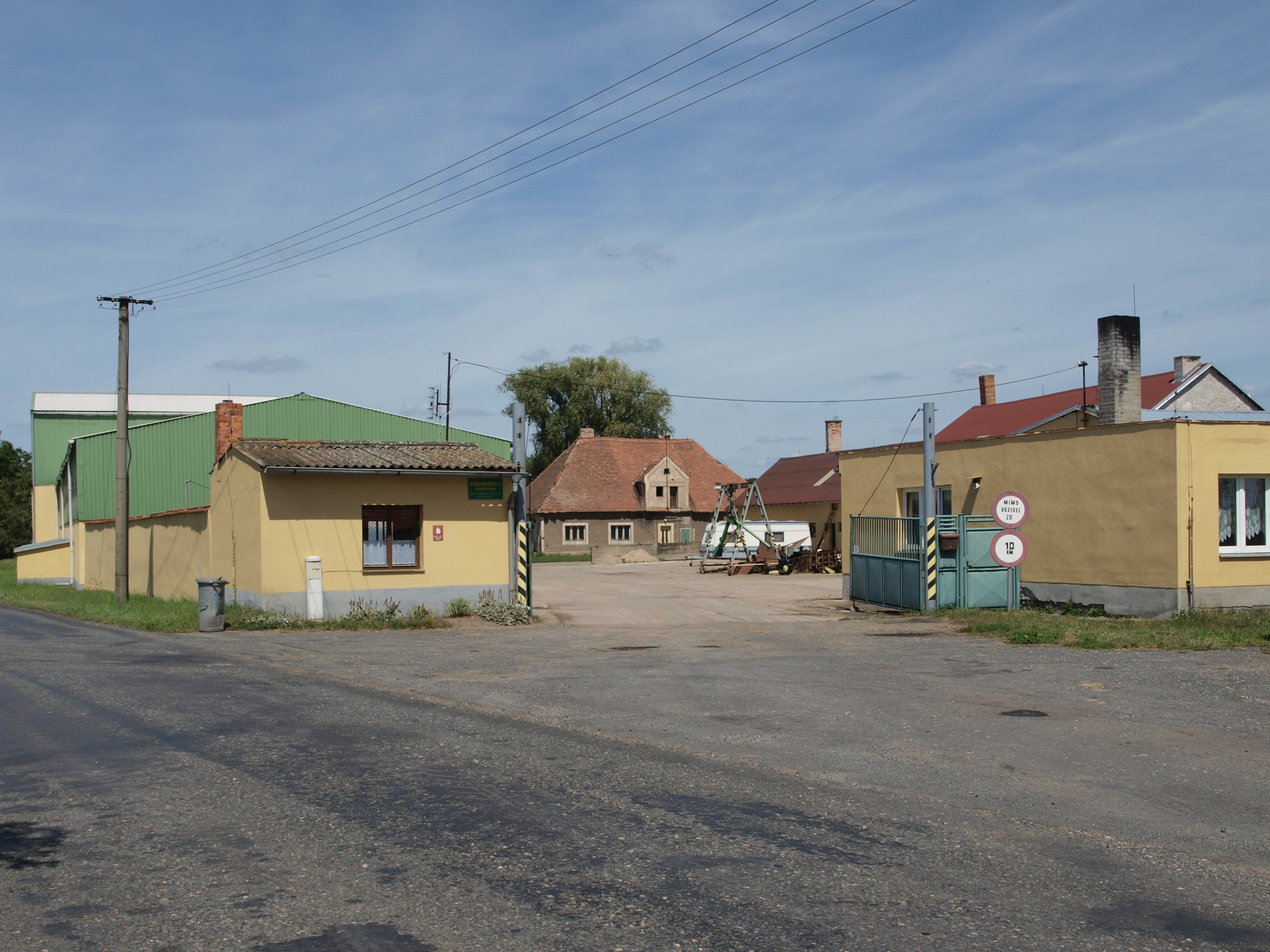
Objekt zemědělského družstva na severu obce
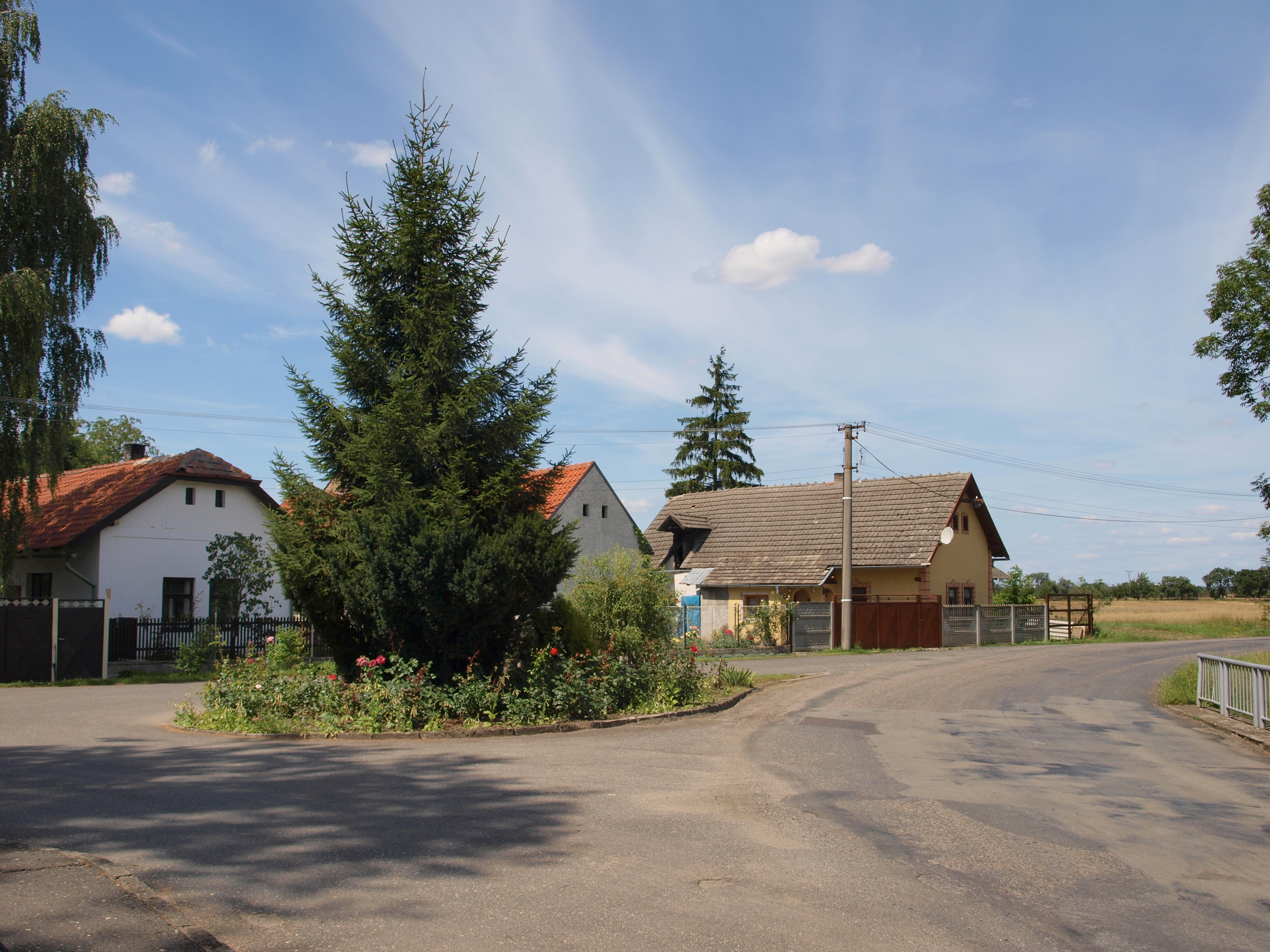
Domy na severním okraji obce
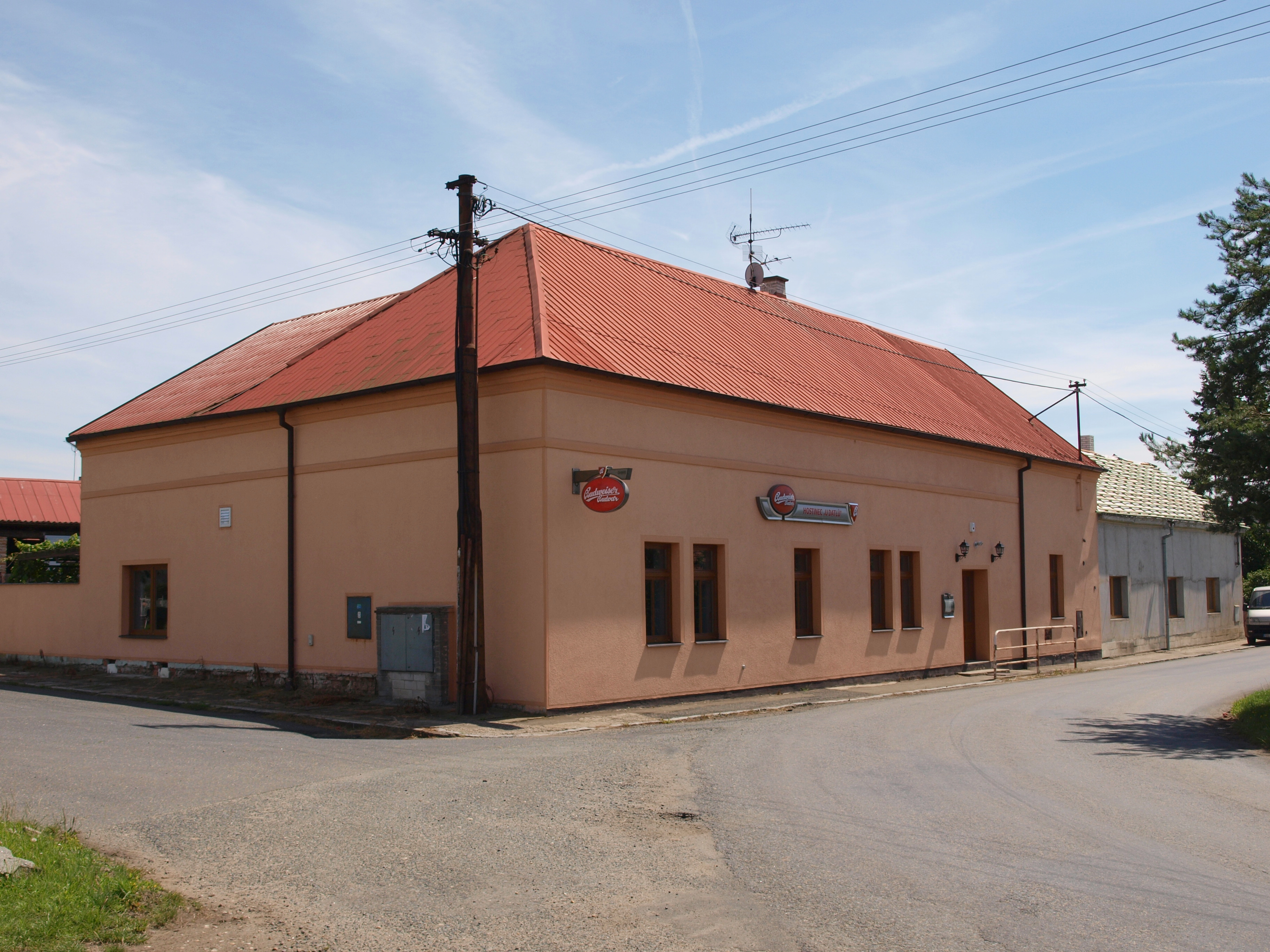
Hostinec